# Sarah Treem
Pour les articles homonymes, voir Treem.
Sarah Treem est une scénariste, productrice de télévision et dramaturge américaine. 
Elle est cocréatrice et showrunner du drame Showtime The Affair, qui a remporté le Golden Globe Award for Outstanding Drama Series, et a été scénariste et coproductrice exécutive lors de la saison inaugurale de House of Cards, qui a été nommée pour neuf Golden Globes, y compris des séries dramatiques exceptionnelles. Elle a également écrit sur les trois saisons de la série HBO In Treatment (En analyse). 

## Biographie
Sarah Treem naît à Boston, dans le Massachusetts, d'une mère qui travaille comme consultant / investisseur providentiel et conseiller de start-ups et d'un père qui est gastro-entérologue pédiatrique,. Elle grandit au New Hampshire, à Philadelphie, à Washington DC, au Connecticut et en Caroline du Nord avec ses parents et son frère. Sarah Treem considère New Haven, au Connecticut, comme sa ville natale.   
Sarah Treem écrit depuis son plus jeune âge, d'abord de la poésie, dès l'âge de 8 ans. À l'âge de 12 ans, sa première pièce remporte un concours de jeunes dramaturges et est présentée dans le Connecticut,. Elle continue à écrire au lycée et au collège. 
Sarah Treem a un BA du Yale College en 2002, où elle était installée au collège résidentiel (en) Branford College (en) et un MFA de Yale School of Drama en 2005. Pendant le collège, Sarah Treem est intégrée au New Dramatists.  
Elle réalise en 2019 un épisode de la série The Affair.

## Filmographie
- 2008–2010 : En analyse (HBO)    - coproductrice ; producteur superviseur ; scénariste
- 2010 : How to Make It in America (HBO)    - productrice ; scénariste
- 2013 : House of Cards (Netflix)    - coproducteur exécutif ; scénariste
- 2014–2019 : The Affair (Showtime)    - créateur ; producteur exécutif ; scénariste

## Récompenses et distinctions

### Nominations
- 2008 : prix Humanitas, catégorie 30 minutes, pour l'épisode In Treatment (En analyse) "Sophie Week 2."[8]
- 2013 : Primetime Emmy, Outstanding Drama Series, pour House of Cards
- 2016 : prix Humanitas, catégorie 60 minutes, pour The Affair "Pilot"[9] - avec Hagai Levi.

### Lauréate
- 2009 : Writers Guild of America Award, Nouvelle série, pour In Treatment (En analyse)
- 2014 : Writers Guild of America Award, Nouvelle série, pour House of Cards - avec Kate Barnow, Rick Cleveland, Sam Forman, Gina Gionfriddo, Keith Huff, Beau Willimon[10]
- 2014 : Golden Globe Award, Meilleure série télévisée, Drame, pour The Affair[11]

## Œuvres ou publications

### Pièces
- Treem, Sarah. A Feminine Ending. New York, NY: Samuel French, 2008.  (ISBN 978-0-573-65235-6)[12],[13]
- Treem, Sarah. Against The Wall.
- Treem, Sarah. Empty Sky.
- Treem, Sarah. Human Voices.
- Treem, Sarah. Mirror, Mirror. New York, NY: Samuel French, 2010.  (ISBN 978-0-573-69826-2)
- Treem, Sarah. Orphan Island.
- Treem, Sarah. The How and the Why. New York, NY: Dramatists Play Service, 2013.  (ISBN 978-0-822-22731-1)[14],[15].
- Treem, Sarah. When We Were Young and Unafraid.[16],[17],[18].